# Palais Weiyang
Le Palais Weiyang (chinois simplifié : 未央宫 ; chinois traditionnel : 未央宮 ; pinyin : Wèiyāng Gōng) était un complexe palatial situé près de la ville de Chang'an (actuelle Xi'an, province du Shaanxi, Chine). Construit en 200 av. J.-C. sur ordre de l'empereur Han Gaozu et sous la supervision du premier ministre Xiao He, il servit de centre administratif et de résidence impériale sous la dynastie des Han occidentaux (206 av. J.-C.-9), puis plus tard sous les Jin occidentaux (265-316) et plusieurs autres États de la période des Dynasties du Nord et du Sud (420-589). Le palais survécut jusqu'à la période de la dynastie Tang où il fut détruit après avoir été incendié par des envahisseurs en route vers la nouvelle capitale de Chang'an. Il s'agit du plus grand palais jamais construit dans le monde avec une superficie de 4.8 km², ce qui représente 6,7 fois la taille de l'actuelle Cité interdite, ou 11 fois la taille de la Cité du Vatican.
Son emplacement est actuellement occupé par un champ, où ne subsiste aucune trace du palais antique.

## Nom
Le terme « Weiyang » (未央)  signifie littéralement « (quelque chose qui) n'a pas encore atteint son point médian », « a plus de la moitié (du chemin) à faire » ; mais il est traduit généralement par « sans fin », « infini », « illimité ». C'est probablement à ce second sens que le nom fait référence. Si on le rapproche du nom du « Palais Changle » (長樂宮, lit : bonheur perpétuel), qui avait été construit deux ans auparavant, il peut être interprété comme signifiant : "Le bonheur perpétuel n'a pas encore atteint son point médian".

## Description
La palais Weiyang se situe au sud-ouest de la Chang'an de l'époque Han, ce qui lui vaut son autre appellation de "Palais de l'Ouest" (西宫). Le complexe palatial, ceint de murs, est de forme rectangulaire, d'une longueur de 2150 mètres d'est en ouest et de 2250 mètres du nord au sud. Chaque côté du mur d'enceinte est percé d'une porte unique, celles du nord et de l'est (tournées vers la ville de Chang'an) étant équipées de tours de guet.
Les principales structures du palais sont les suivantes :
- Hall d'entrée(前殿)
- Hall Xuanshi (宣室殿)
- Hall Wenshi (温室殿)
- Hall Qingliang (清凉殿)
- Hall Jinhua (金华殿)
- Hall Chengming (承明殿)
- Hall Gaomen (高门殿)
- Hall Baihu (白虎殿)
- Hall Yutang (玉堂殿)
- Hall Xuande (宣德殿)
- Hall Jiaofang (椒房殿)
- Hall Zhaoyang (昭阳殿)
- Plateforme Bailiang (柏梁台)
- Pavillon Qilin  (麒麟阁)
- Pavillon Tianlu (天禄阁)
- Pavillon Shiqu (石渠阁)

## Galerie

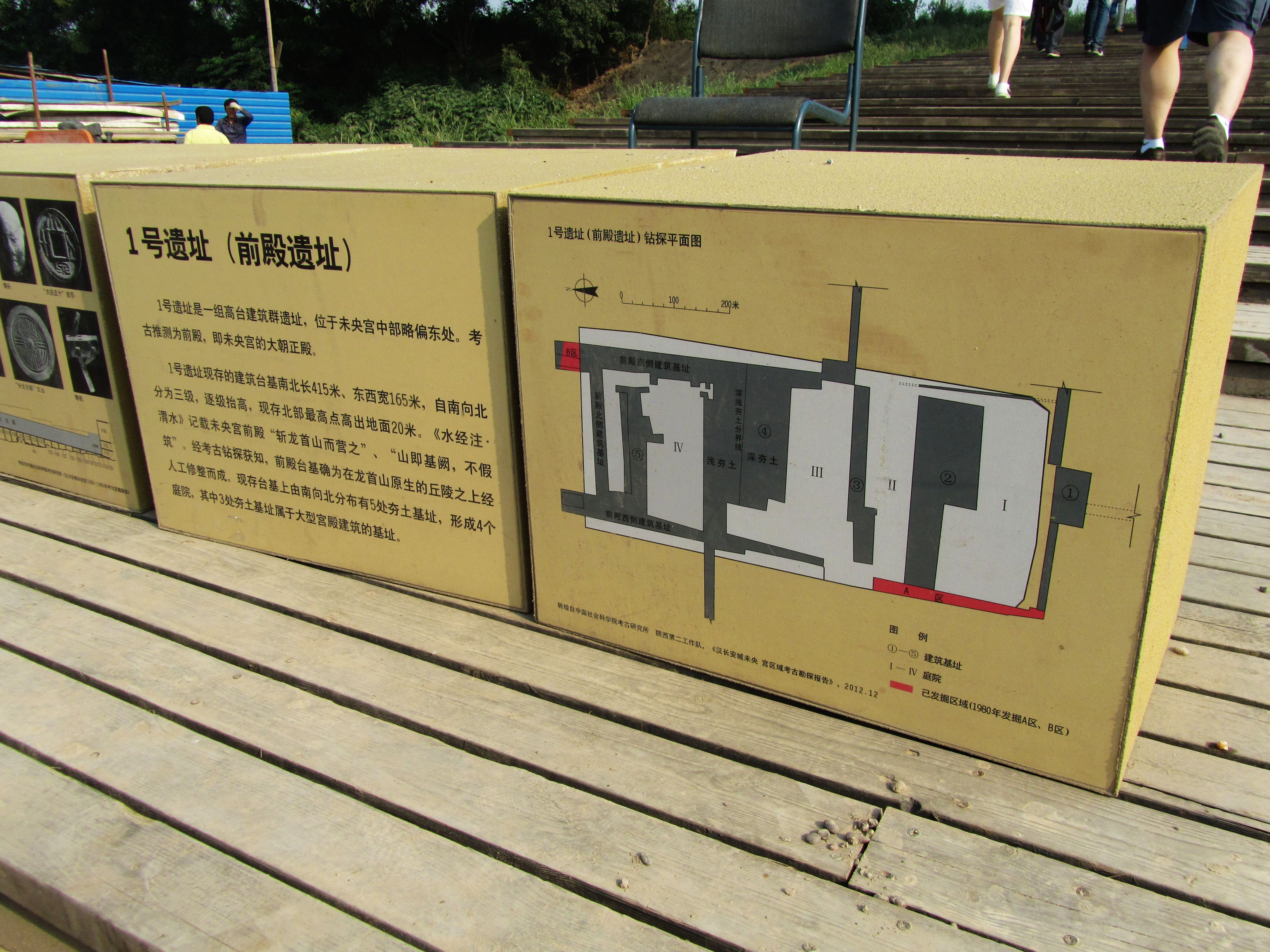
Panneau informatif situé sur le site du palais Weiyang (2013)
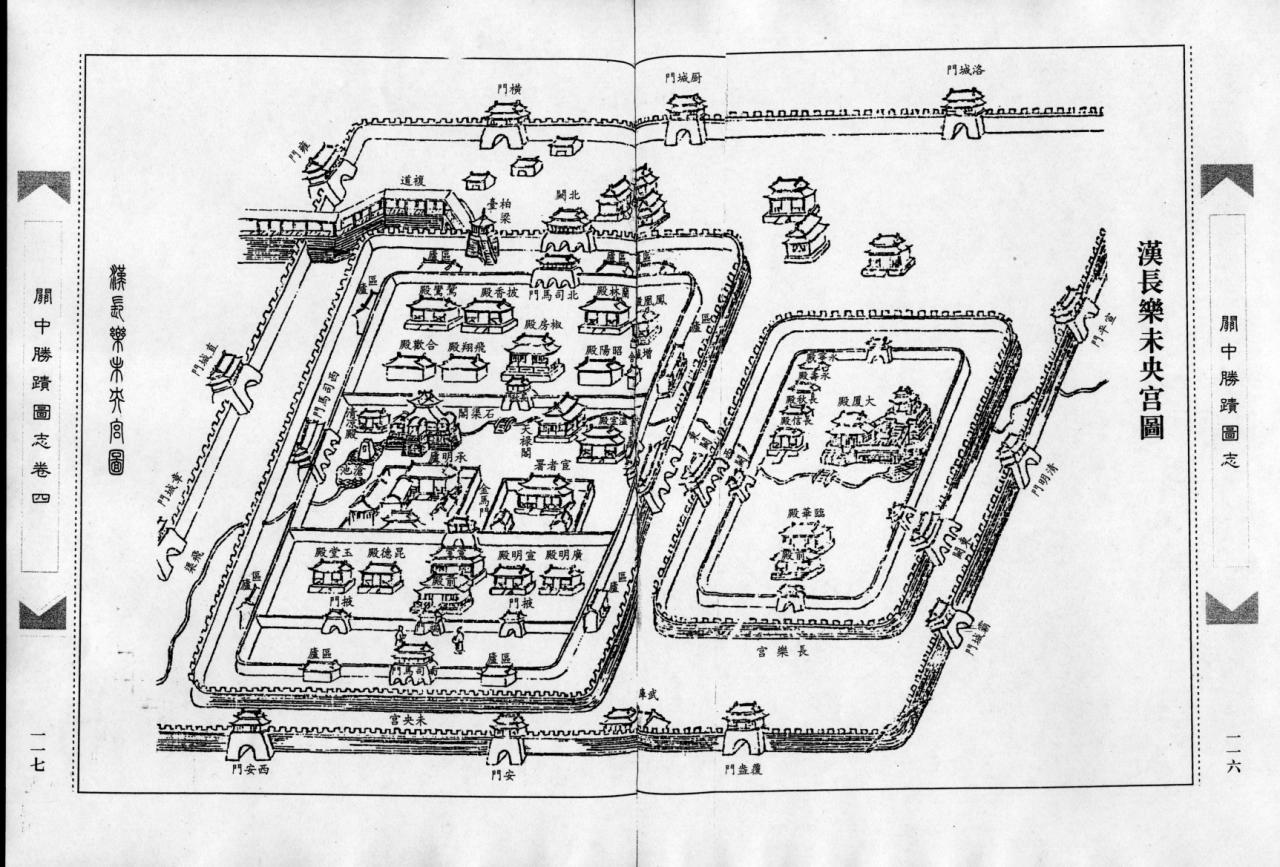
Plan du palais Weiyang, Dynastie Qing
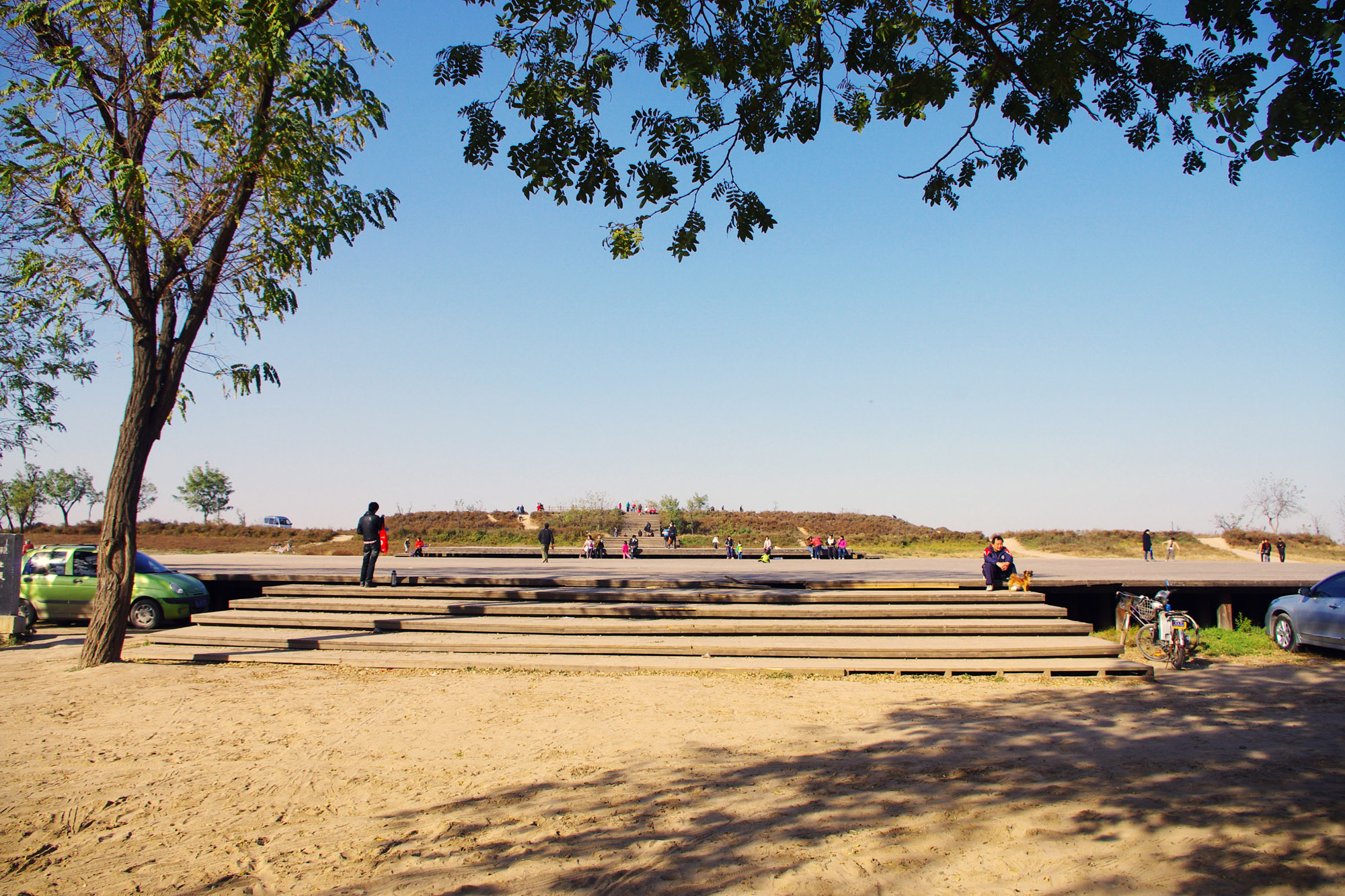
Ruines du palais Weiyang (2012)

## Crédit d'auteurs
- (en) Cet article est partiellement ou en totalité issu de l’article de Wikipédia en anglais intitulé « Weiyang Palace » (voir la liste des auteurs).